# Stener Johannes Stenersen (teolog)
 Der er flere personer med dette navn, se Stener Johannes Stenersen.
Stener Johannes Stenersen (født 18. august 1789 i Jevnaker, død 17. april 1835 i Kristiania) var en norsk teolog.
Stenersen blev student 1808, cand. theol. 1811, hvorefter han det følgende år blev kateket ved Vor Frelsers Kirke i Kristiania. Han var tidlig kommen under påvirkning af Grundtvig, der for ham stod som den store mester, og med lige så stor varme sluttede han sig senere til professor S.B. Hersleb, efter at han fra 1814 var bleven dennes medlærer ved det nye norske universitet, først som lektor, senere (fra 1818) som professor. Hersleb og Stenersen, "Dioskurerne", øvede en meget vidtstrakt indflydelse på den norske kirke i almindelighed, først og fremmest gennem de teologer og præster, de fra deres lærestole opdrog; deres minde er gennem et legat også knyttet til det teologiske fakultet.
Af Stenersens skrifter, der slutter sig temmelig nøje til hans forelæsninger, mærkes hans 1818—19 udgivne Udsigt over den Lutherske Reformation (ny udgave 1864), Den christne Kirkes Historie i Udtog 1—2 (1823; ny udgave 1834—35), Hans Nielsen Hauges Liv (1827) og hans kommentar til de katolske breve (1829) og de paulinske breve, de sidste på latin i 3 bind (1829—34). Hans søn, John Anton Christian Nicolaus Stenersen, født på Oslo Ladegård 11. maj 1832, død i Kristiania 3. februar 1873, cand. theol. fra 1856, seminarielærer 1857—66, senere stiftskapellan og residerende kapellan i Skjeberg, besørgede en ny udgave af faderens reformationshistorie og skrev selv monografiske skildringer af den mosaiske gudstjeneste og metodismens historie.